# Saint-Mitre-les-Remparts
Saint-Mitre-les-Remparts é uma comuna francesa na região administrativa da Provença-Alpes-Costa Azul, no departamento de Bouches-du-Rhône. Estende-se por uma área de 21,02 km². Em 2010 a comuna tinha 5 909 habitantes (densidade: 281,1 hab./km²).